# Sven Harter
|  | Artikel eintragen | Dieser Artikel wurde aufgrund von inhaltlichen Mängeln in der Qualitätssicherung des Portals Radsport eingetragen. Dies geschieht, um die Qualität der Artikel aus dem Themengebiet Radsport auf ein akzeptables Niveau zu bringen. Bitte hilf mit, die inhaltlichen Mängel dieses Artikels zu beseitigen, und beteilige dich bitte an der Diskussion! |  |

Sven Harter (* 7. Dezember 1963 in Cloppenburg) ist ein ehemaliger deutscher Radrennfahrer und nationaler Meister im Radsport.

## Sportliche Laufbahn
Harter war im Bahnradsport, im Querfeldeinrennen (heutige Bezeichnung Cyclocross) und im Straßenradsport aktiv. 1988 gewann er mit dem Schrittmacher Christian Dippel die nationale Meisterschaft im Steherrennen der Amateure. 1989 wurde er Vize-Meister hinter Reinhold Kleebaum, 1991 und 1992 hinter Carsten Podlesch.
Mehrfach vertrat er Deutschland bei den UCI-Bahn-Weltmeisterschaften im Steherrennen.
Harter war er auch im Querfeldeinrennen aktiv und nahm 1981 an den UCI-Cyclocross-Weltmeisterschaften der Junioren teil.

## Familiäres
Sein Sohn Luca Harter wurde ebenfalls Radrennfahrer.